# Jicchak Danciger
Jicchak Danciger (hebrejsky: יצחק דנציגר, anglicky: Yitzhak Danziger; 26. června 1916, Berlín – 11. července 1977, Ramla) byl izraelský sochař, jeden z průkopnických sochařů Kana'anského hnutí a člen skupiny Ofakim chadašim (New Horizons).

## Biografie

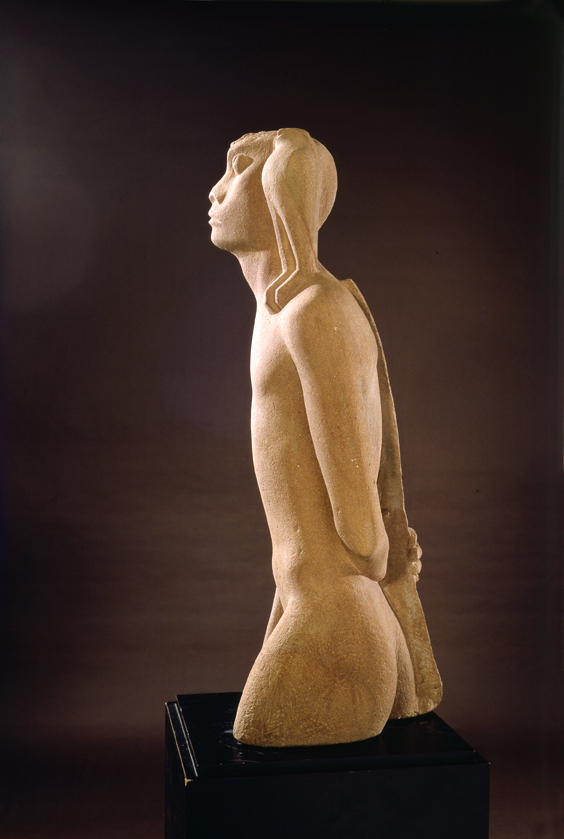
Dancigerova socha „Nimrod“

Narodil se v Berlíně do sionisticky smýšlející rodiny. Jeho otec byl chirurg, který v první světové válce sloužil v německé armádě. V roce 1923 Dancigerova rodina podnikla aliju do britské mandátní Palestiny, kde se usadila v Jeruzalémě. V letech 1934 až 1937 Jicchak studoval umění na londýnské Slade School of Fine Art. Velmi jej ovlivnily návštěvy Britského muzea, Antropologického muzea a umění starověkého Egypta, Asýrie, Babylonu, Persie, Indie, Oceánie a Afriky. Všechny tyto vlivy později sehrály významnou roli při jeho sochařské tvorbě. Zpět do mandátní Palestiny se vrátil v roce 1937 a otevřel si umělecké studio v Tel Avivu. Od roku 1955 až do své smrti v roce 1977 učil na Technionu v Haifě.
V letech 1938 až 1939 Danciger vytvořil své nejslavnější rané dílo, sochu „Nimrod“. Soška je 90 centimetrů vysoká a je vyrobena z červeného nubijského pískovce, dovezeného z jordánského města Petra. Představuje biblickou postavu Nimroda jako nahého neobřezaného lovce se sokolem na rameni, nesoucího luk. Styl tohoto díla ukazuje na vliv staroegyptských soch.

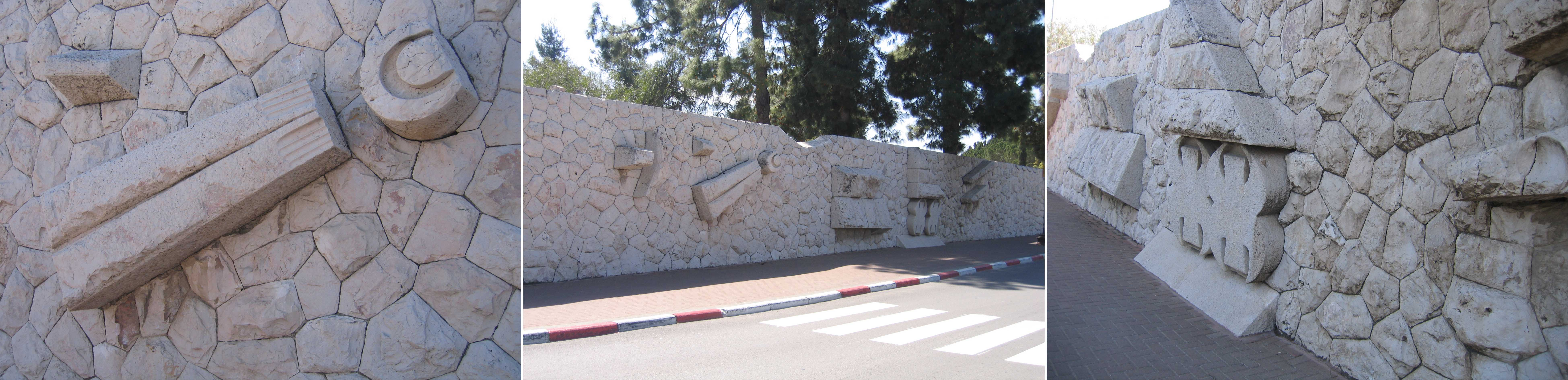
Reliéf (1958), Giv'at Ram, Jeruzalém

Odhalení sochy však způsobilo skandál. Hebrejská univerzita v Jeruzalémě, která Dancigerovi vytvoření sochy zadala, nebyla spokojena s výsledkem a silné protesty se ozývaly rovněž z náboženských kruhů. Během několika let se však Dancigerův „Nimrod“ stal všeobecně uznávaný jako mistrovské dílo izraelského umění a významně ovlivnil a inspiroval práci pozdějších sochařů, malířů, spisovatelů a básníků.
Socha Nimroda se stala znakem kulturně-politického Kana'anského hnutí, které prosazovalo postavení se zády k židovským náboženským tradicím, přerušení vztahů s diasporními Židy a jejich kulturou a jejich nahrazení „hebrejskou identitou“ založenou na starověkých semitských hrdinských mýtech, jako byl například Nimrod. Přestože hnutí nikdy nezískalo výraznou podporu v izraelské společnosti, mělo značný vliv na izraelské intelektuály ve 40. a 50. letech 20. století.
Zahynul v roce 1977 při autonehodě u města Ramla.

## Galerie

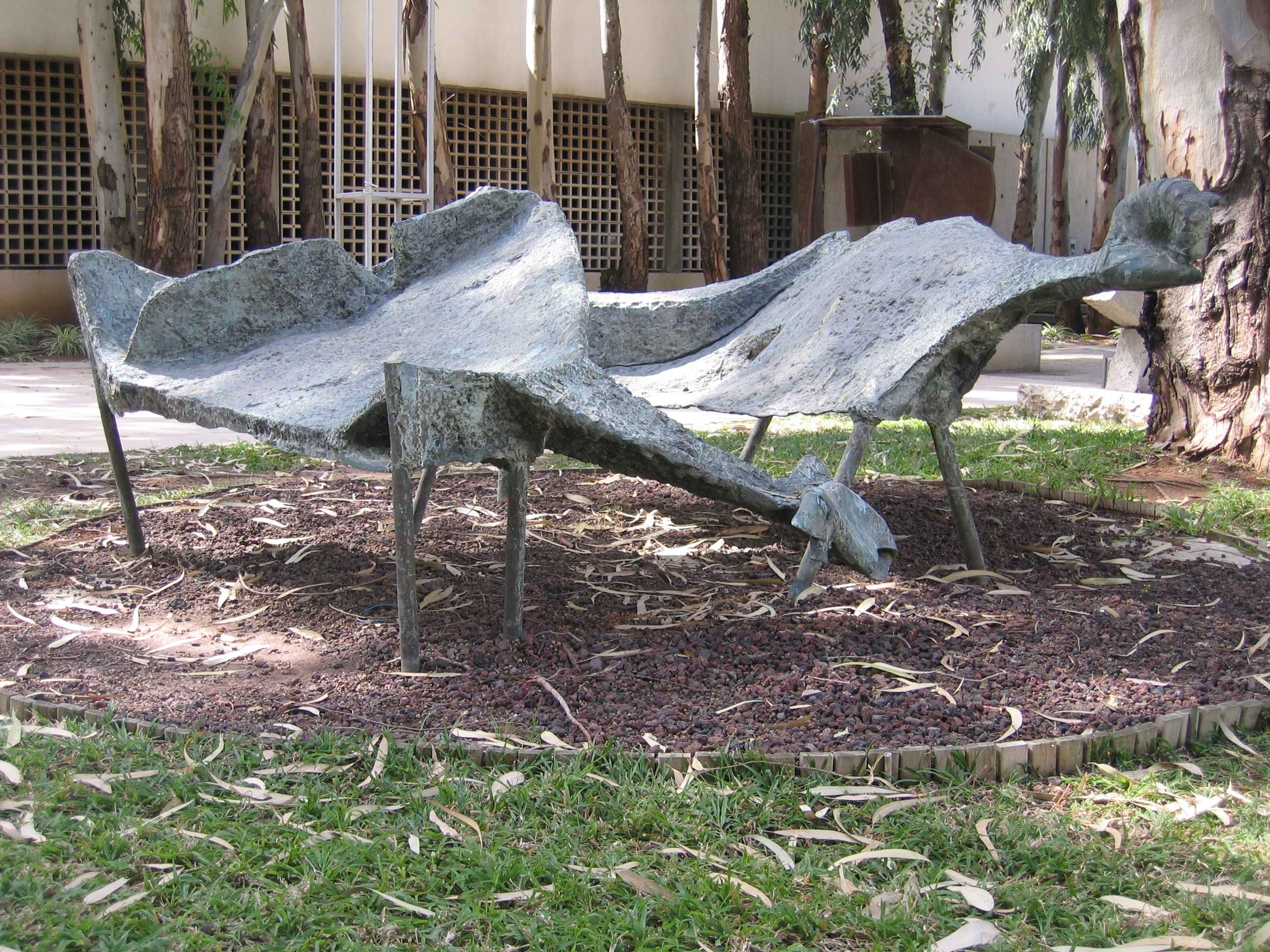
Negevská ovce (1963), Telavivské muzeum umění
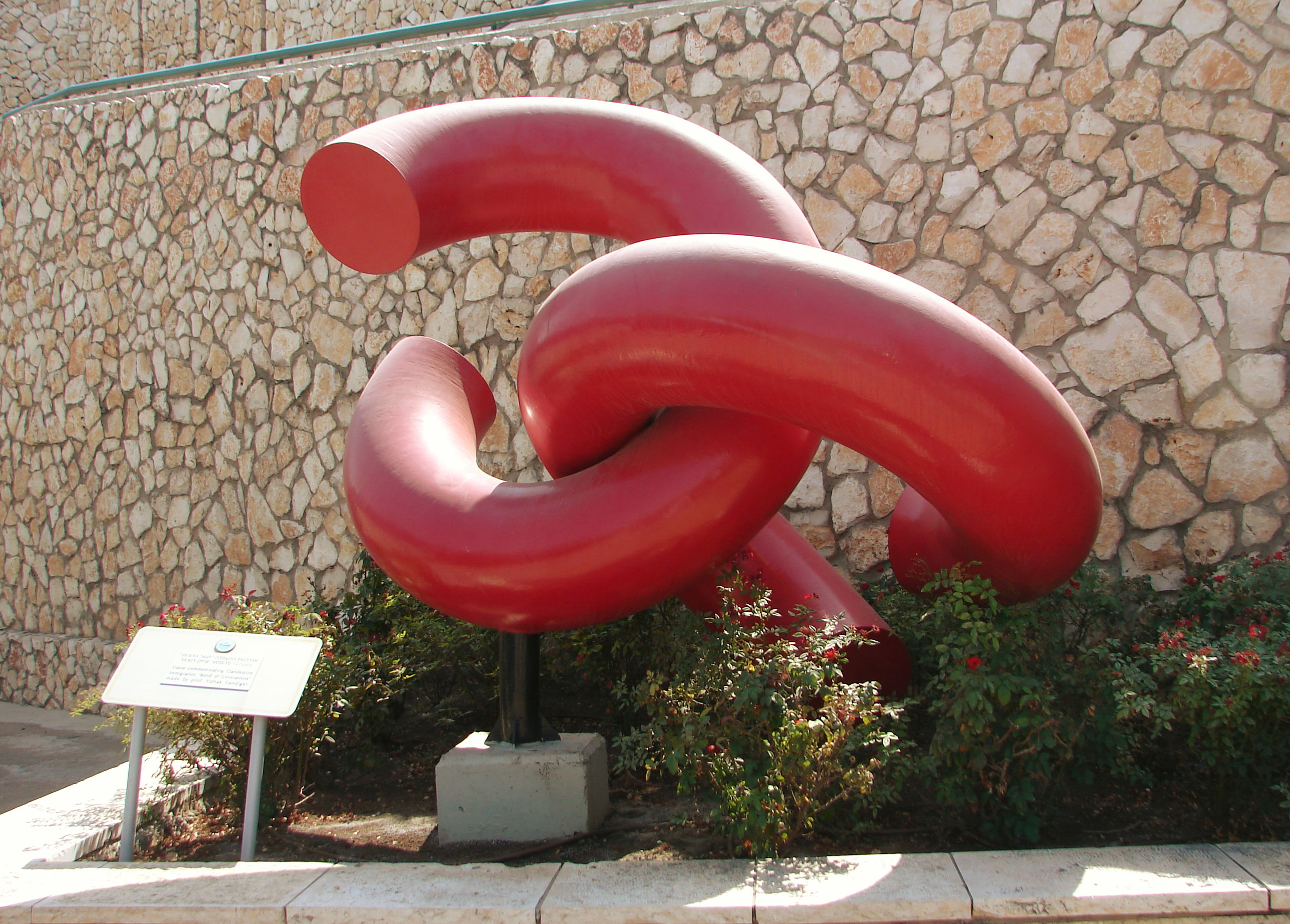
Kešer Chadorot – Spojení mezi generacemi (1969)
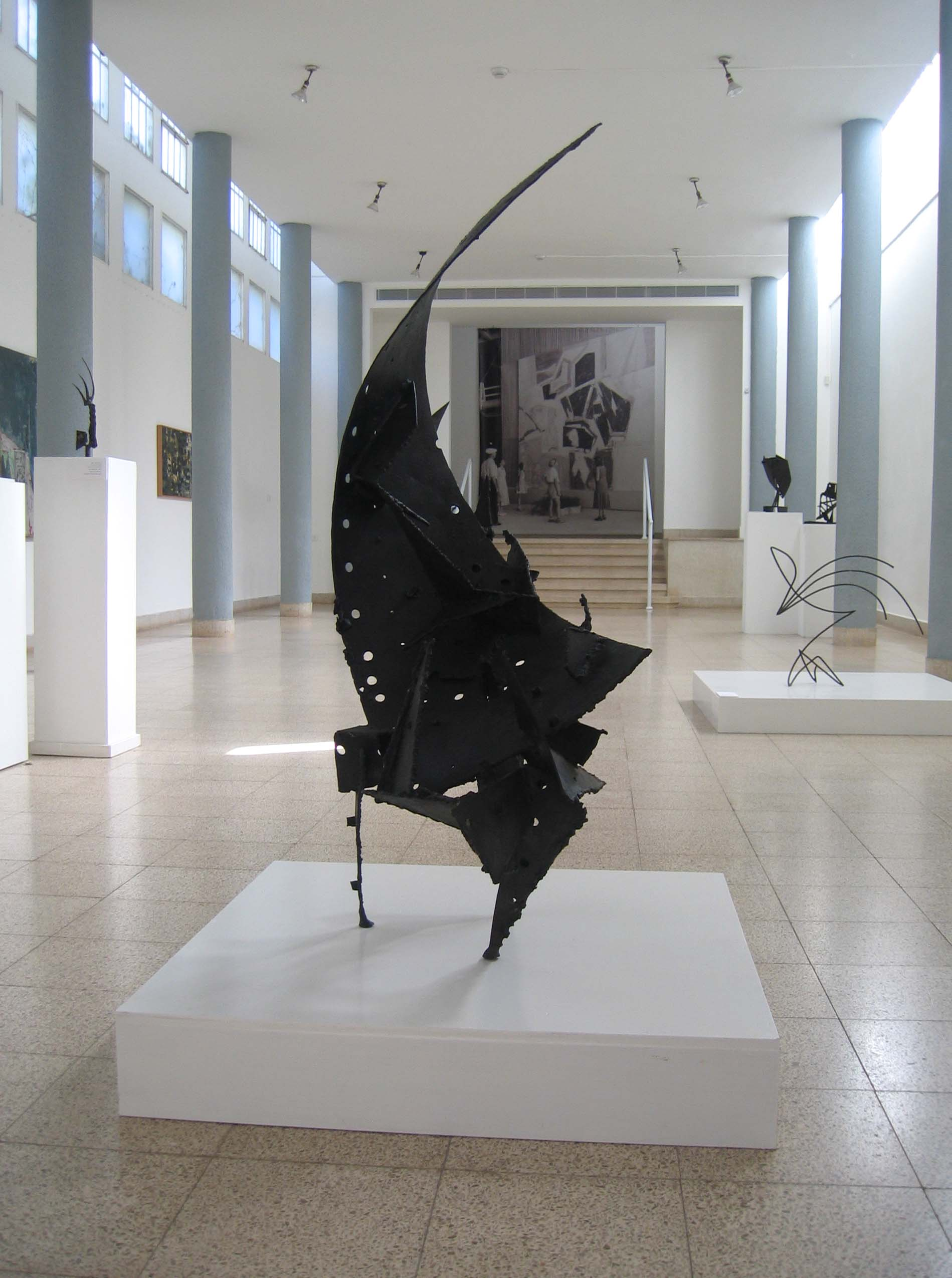
Hořící keř (1957)
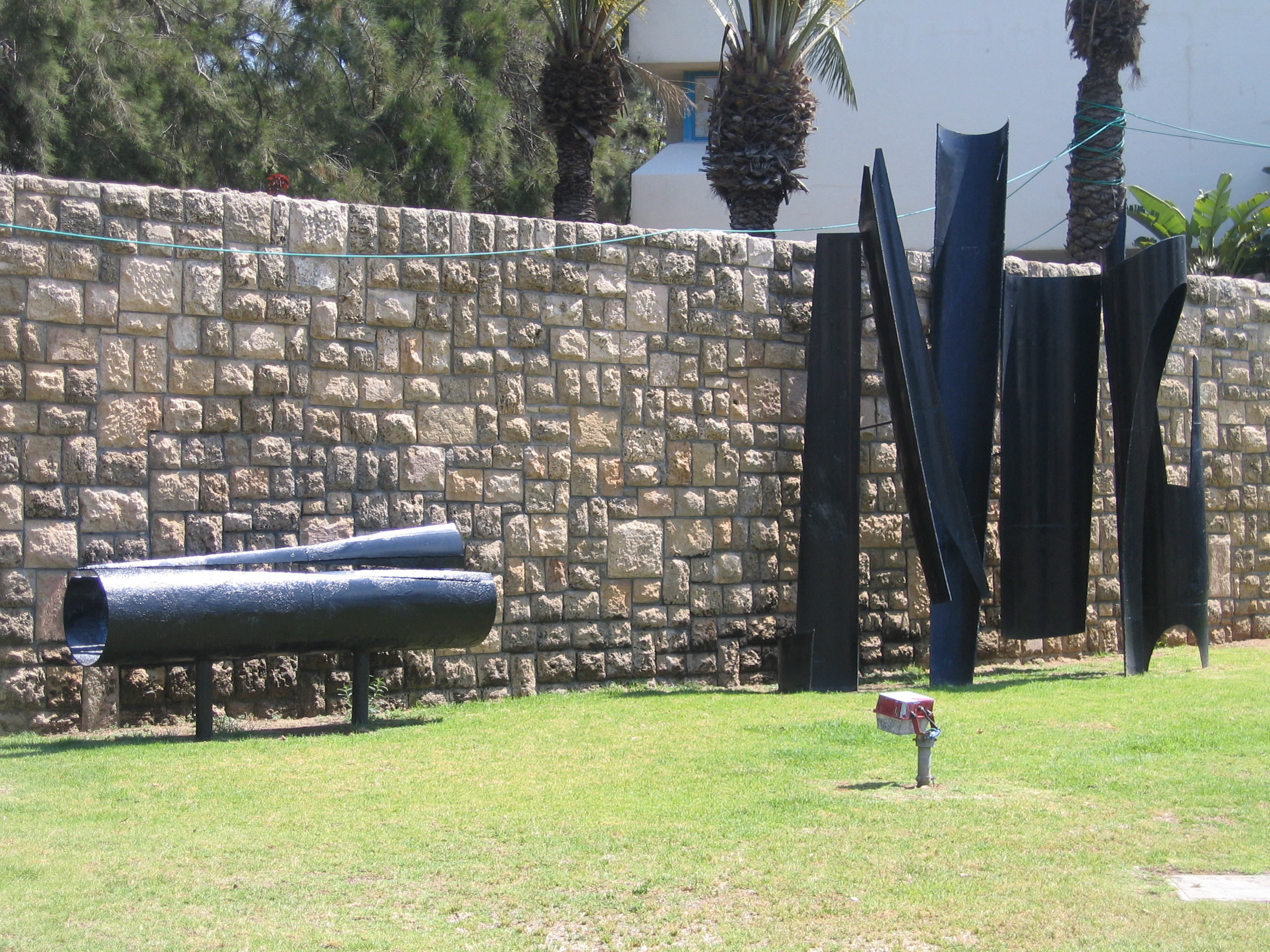
Za padlé (1962), Cholon

## Ocenění
- 1946 – Dizengoffova cena za sochařství[6]
- 1968 – Izraelská cena za sochařství[7]